# Гурфинкель, Владимир Львович
Владимир Львович Гурфинкель (род. 21 мая 1962, Умань, Украинская ССР) — российский театральный режиссёр.

## Биография
Родился 21 мая 1962 года в Умани. Окончил Ленинградский государственный институт театра, музыки и кинематографии и Киевский институт культуры по специальности режиссёр. Первый спектакль — «Бензоколонка» по пьесе Ивана Роздеева — поставил в 1981 году.
С 1982 по 1996 год работал как приглашённый режиссёр в театрах Киева, Баку, Ашхабада, Санкт-Петербурга, Красноярска, Норильска, Львова, Оренбурга, Севастополя, Перми. С 1999 года живёт в Санкт-Петербурге, но продолжает работать по всей стране.
С 1998 по 2000 год — главный режиссёр Екатеринбургского театра драмы. С 2005 до января 2008 года руководил Челябинским театром драмы. С 2012 до ноября 2018 года был директором и главным режиссером Пермского академического Театра-Театра.
В дальнейшем покинул Россию. В 2024 году объявил о создании русского репертуарного театра в городе Нетания в Израиле.

## Творчество

### Постановки
- «Царь Эдип» Софокла
- «Сон в летнюю ночь» У. Шекспира
- «На всякого мудреца довольно простоты» А. Островского
- «Последняя лента Крэппа» С. Беккета
- «Мать» К. Чапека
- «Шарманка» А. Платонова
- «Когда же пойдёт снег?» Д. Рубиной
- «Последний сон Гоголя» Игоря Волкова [3]

#### Красноярский драматический театр имени А. С. Пушкина
- «Прекрасное воскресенье для пикника» Т. Уильямса
- «Пётр и Алексей» Фридриха Горенштейна
- «Поминальная молитва» Г. Горина
- «Чужой ребёнок» В.Шкваркина

#### Красноярский государственный театр музыкальной комедии
- «С любовью не шутят»

#### Красноярский государственный театр оперы и балета
- 2003 — «Обручение в монастыре» Сергея Прокофьева

#### Екатеринбургский государственный академический театр драмы
- 1997 — «Поминальная молитва» Г. Горина[4]
- «Гарольд и Мод» Колена Хиггинса и Жана-Клода Карьерра
- «Сказка о рыбаке и рыбке» А. Пушкина
- «Сказка о мёртвой царевне и семи богатырях» А. Пушкина
- «Яма» А. Куприна (инсценировка О. Богаева)
- «Нахлебник» И. Тургенева

#### Челябинский государственный драматический Камерный театр
- «Квадратура круга» В. Катаева
- «Кабала святош» М. Булгакова

#### Театр Сатиры на Васильевском
- 2004 — «Кентервиль»

#### Челябинский государственный академический театр драмы имени Наума Орлова
- 2005 — «Чужой ребёнок» В. Шкваркина
- 2005 — «Поминальная молитва» Г. Горина
- «Зелёная зона» М. Зуева
- «Оскар и Розовая Дама» Э.-Э. Шмитта
- «Самоубийство влюблённых на острове небесных сетей» Тикамацу Мондзаэмон
- «Настасья Филипповна» по мотивам романа Ф. Достоевского «Идиот»

#### Новосибирский театр «Глобус»
- 2008 — «Чума на оба ваши дома» Г. Горина
- 2009 - «Шукшин. Про жизнь» (пьеса Ксении Гашевой)

#### Пермский академический Театр-Театр
- 2008 — «Квадратура круга» В. Катаева
- 2010 — «Чехов в Ялте»
- 2014 — «Чужой ребёнок»
- 2015 - «Поминальная молитва»
- 2016 - «#конституциярф»
- 2017 - «неРОМЕО, неДЖУЛЬЕТТА»
- 2018 - «Бал. Наташа Ростова. Граф Толстой» (пьеса Ильи Губина)[5]

Пермский ТЮЗ
- 2009 - «Ночь перед Рождеством» Н.Гоголя
- 2011 - «Отрочество» Л.Толстого
- 2018 - «Мертвые души» Н.Гоголя (инсценировка Ильи Губина)[6]
- 2019 — «Капитаны песка» Ж.Амаду (инсценировка Ильи Губина)[6]